# Strefa ławek drużyn
Ten artykuł opisuje zagadnienie koszykarskie zgodne z normami FIBA.
Zasady w ligach NBA, NCAA lub innych mogą różnić się od tutaj przedstawionych.
Strefa ławek drużyn – w koszykówce obszar w pobliżu boiska do koszykówki na którym znajduje się ławka drużyny i po którym mogą poruszać się trener, asystenci, zawodnicy i osoby towarzyszące. Strefa ławek drużyn jest wyznaczona dwiema liniami (jak na rysunku). Ławka drużyny musi zapewnić co najmniej 14 miejsc siedzących. Skorzystać z nich mają prawo:
- trenerzy
- asystenci trenerów
- zawodnicy drużyny
- osoby towarzyszące.

Pozostałe osoby powinny znajdować się co najmniej 2 metry za strefą ławek drużyn.
Osoby zasiadające w strefie ławek drużyny nazywane są oficjalnie członkami strefy ławki drużyny.

## Kary za opuszczenie strefy
Nieprzepisowe opuszczenie strefy ławki drużyny może zostać ukarane.